# Sabine Hübner (Autorin)

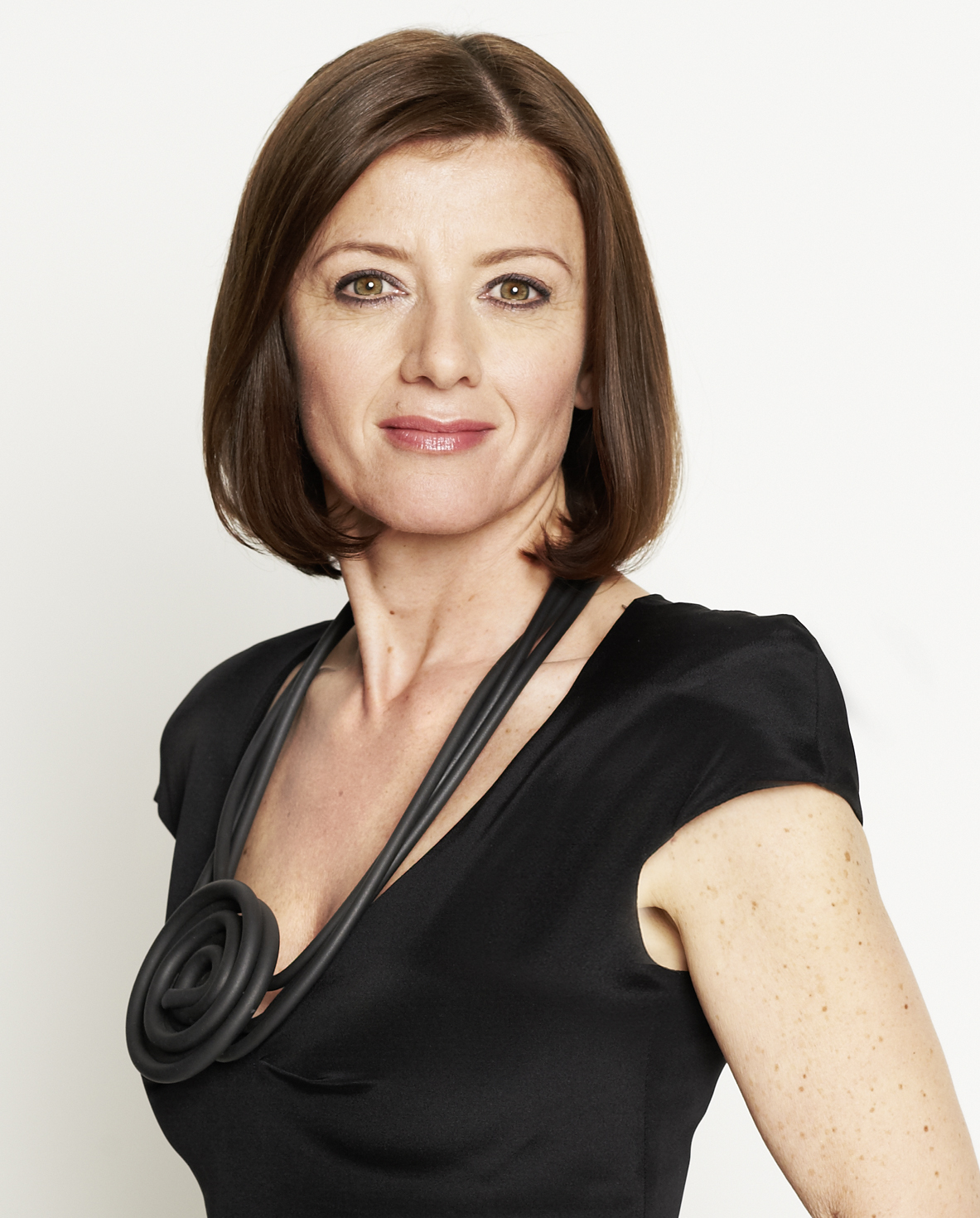
Sabine Hübner (2013)

Sabine Hübner (* 29. März 1966 in Vöcklabruck, Österreich) ist eine österreichische Unternehmensberaterin und Sachbuchautorin. Sie lebt in Düsseldorf.

## Biografie
Nach ihrem Abitur 1984 an der  höheren Internatsschule des Bundes im oberösterreichischen Altmünster studierte sie an der Universität Wien Sprachen. Nach Tätigkeiten bei einem Reiseveranstalter war sie an einem Spezial-Druckunternehmen beteiligt. Sie machte sich 1999 als Rednerin selbstständig und gründete 2013 die Managementberatung forwardservice GmbH in Düsseldorf.

## Veröffentlichungen
- RE-INVENT – Warum wir uns für unsere Kunden immer wieder neu erfinden müssen, Frankfurter Allgemeine Buch, 2022, ISBN  978-3-96251-131-9
- WISSEN. MACHT. SPASS. – Die neue Fachlichkeit im Service, Frankfurter Allgemeine Buch, 2021, ISBN  978-3-96251-104-3
- Be water, my friend, Vahlen, 2021, ISBN 978-3-8006-6230-2
- MENSCHMOMENTE – Das Tagebuch für besondere Begegnungen, Sisi Verlag, 2019, ISBN 978-3-9821246-2-9
- 30 Minuten – Empathie, Gabal Verlag, 2017, ISBN 978-3-86936-814-6
- Serviceglück – Mit magischen Momenten mitten ins Kundenherz, Campus-Verlag, 2017, ISBN 978-3-593-50710-1.
- Das beste Anderssein ist Bessersein – Die Geheimnisse echter Service-Excellence, Redline Verlag, 2014, ISBN 978-3-86881-531-3.
- Tue dem Kunden Gutes und rede darüber, Redline Verlag, 2013, ISBN 978-3-86881-336-4.
- 30 Minuten – Kundenservice, Gabal Verlag, 2012, ISBN 978-3-86936-406-3.
- Service macht den Unterschied, Redline Verlag, 2009, ISBN 978-3-86881-044-8.
- Service mit dem inneren Schweinehund, Campus-Verlag, 2007, ISBN 978-3-593-38282-1.
- 30 Minuten für Service ist das Zauberwort des Erfolgs (aus der Edition „In 30 Minuten Von den Besten profitieren“), Gabal Verlag, 2005.
- surpriservice Erfolgskonzepte und visionäre Ideen der Marktführer von heute, Gabal Verlag, 2002, ISBN 3-89749-197-4.